# Осташко Володимир Іванович
Володимир Іванович Осташко (16 вересня 1924 — 24 грудня 2016, місто Москва Російської Федерації) — радянський державний діяч, дипломат, надзвичайний і повноважний посол СРСР в Кенії, 1-й секретар Калузького промислового обласного комітету КПРС. Депутат Верховної ради РРФСР 6-го скликання.

## Життєпис
Народився в робітничій родині. У 1941 році закінчив середню школу.
У 1941 році працював токарем-розточувальником  Харківського заводу № 75. Під час німецько-радянської війни був евакуйований до Нижнього Тагілу Свердловської області РРФСР. З 1942 року працював токарем-розточувальником на заводі в Нижньому Тагілі.
Поступив до Бежицького інституту транспортного машинобудування, який перебував в евакуації в Нижньому Тагілі. У 1948 році закінчив Бежицький інститут транспортного машинобудування. Член ВКП(б).
У 1948—1951 роках — змінний майстер, старший майстер дільниці, заступник начальника механічного цеху, в 1951—1952 роках — головний механік Людиновського локомобілебудівного заводу Калузької області.
У січні 1952—1954 роках — директор Людиновської машинно-тракторної станції (МТС).
27 травня 1955 — лютий 1959 року — голова виконавчого комітету Людиновської районної ради депутатів трудящих Калузької області.
10 лютого 1959 — жовтень 1961 року — секретар виконавчого комітету Калузької обласної ради депутатів трудящих.
3 жовтня 1961 — 19 липня 1962 року — 1-й секретар Кіровського районного комітету КПРС Калузької області.
19 липня — 3 жовтня 1962 року — заступник парторга Калузького обласного комітету КПРС у Кіровському територіальному виробничому управлінні по Кіровському району Калузької області.
3 жовтня 1962 — 18 січня 1963 року — секретар Калузького обласного комітету КПРС.
18 січня 1963 — 22 грудня 1964 року — 1-й секретар Калузького промислового обласного комітету КПРС.
22 грудня 1964 — 1 вересня 1965 року — 2-й секретар Калузького обласного комітету КПРС.
У 1965—1967 роках — слухач Вищої дипломатичної школи Міністерства закордонних справ СРСР.
У 1968 році — радник відділу Південної Азії Міністерства закордонних справ СРСР.
У 1968—1972 роках — радник Посольства СРСР в Індії.
У 1974—1982 роках — інструктор відділу ЦК КПРС, інспектор ЦК КПРС, завідувач сектору відділу ЦК КПРС. У 1982—1985 роках — заступник завідувача відділу ЦК КПРС.
28 червня 1985 — 14 липня 1989 року — надзвичайний і повноважний посол СРСР у Кенії. Одночасно постійний представник СРСР при міжнародних організаціях в місті Найробі.
З липня 1989 року — у відставці, на пенсії в Москві.
Помер 24 грудня 2016 року в Москві.

## Нагороди і звання
- два орден Трудового Червоного Прапора
- орден Дружби народів
- орден ЦК КПРФ «За заслуги перед партією» (22.09.2014)
- медаль «За доблесну працю. В ознаменування 100-річчя з дня народження Володимира Ілліча Леніна» (1970)
- медалі
- Почесна грамота Президії Верховної ради РРФСР (1974)
- Надзвичайний і повноважний посол (.06.1985)